# RSA Security
Pour les articles homonymes, voir RSA.
RSA Security est une entreprise inscrite au NASDAQ, appartenant à EMC depuis le 14 septembre 2006. Son siège social est à Bedford, au Massachusetts, et la société a des bureaux en Irlande, au Royaume-Uni, à Singapour et au Japon.
RSA Security organise la conférence annuelle RSA Conference. Ses produits les mieux connus sont les bibliothèques cryptographiques B-SAFE et le ticket d'authentification SecurID. 
RSA est un sigle formé à partir des noms de ses fondateurs : Ronald Rivest, Adi Shamir et Leonard Adleman. Ce sont les co-inventeurs du cryptosystème à clé publique du même nom : le chiffrement RSA,.

## Histoire
En premier lieu, son nom était Security Dynamics. Celle-ci a acquis RSA Data Security en 1996 et DynaSoft AB en 1997. En 2001 elle a acquis Xcert International, Inc., une compagnie privée qui avait développé des certificats électroniques pour la sécurité des transactions de commerce électronique. La même année, elle acquérait une autre compagnie privée, 3-G International, Inc., qui avait développé des produits reliés aux cartes à puce et à l'authentification par biométrie.

## Vol d'informations

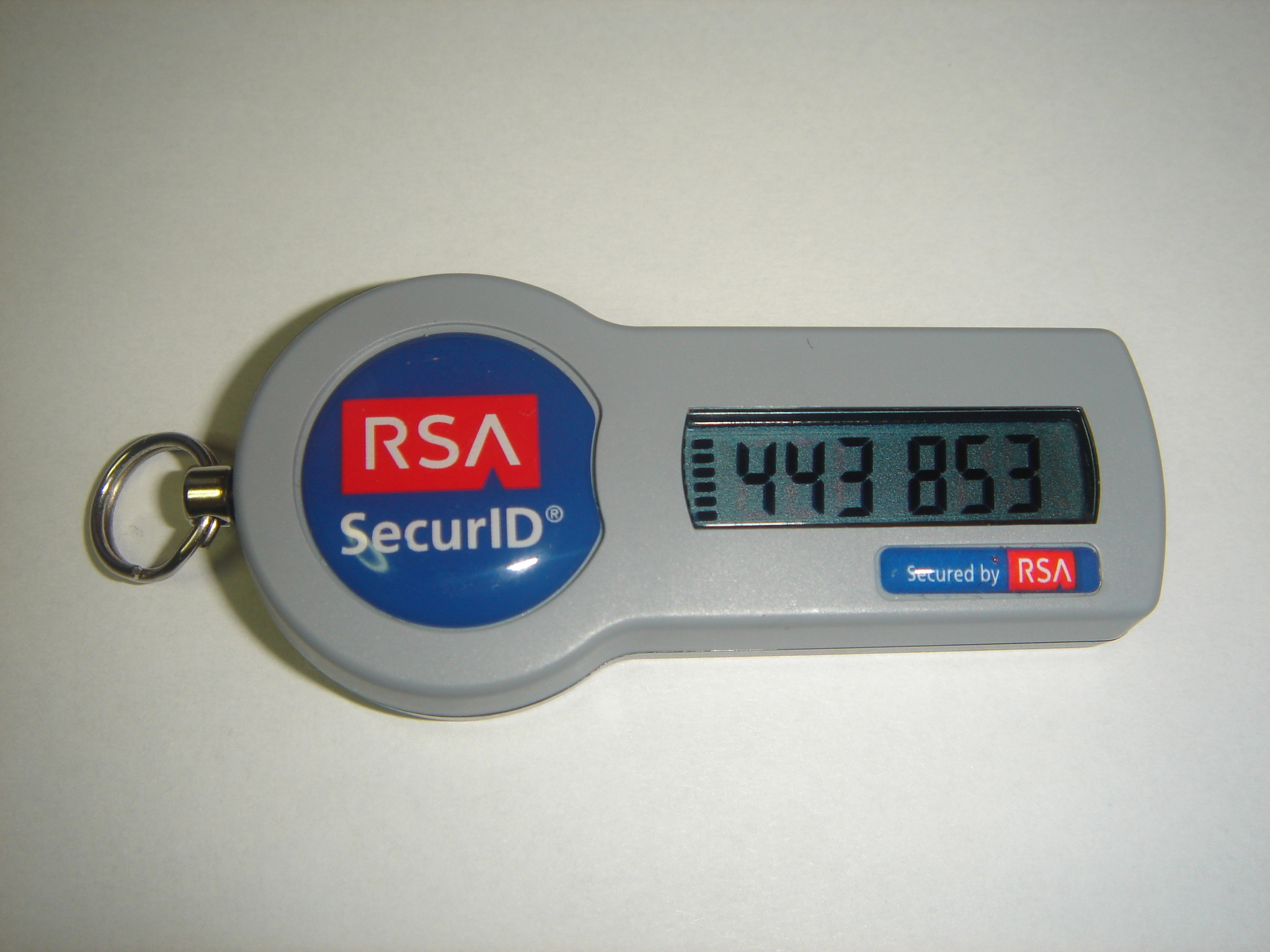
Nouveau token SecurID SID700

- Le 17 mars 2011, RSA publie une lettre ouverte où elle annonce, tout en restant vague, que certaines informations liées à l'utilisation des clés SecurID auraient été dérobées sur leurs serveurs[7].

- À la suite des révélations d'Edward Snowden publiées le 5 septembre 2013, le Guardian, le New York Times et ProPublica révèlent que la NSA et le GCHQ sont capables de décoder l'essentiel des systèmes de chiffrement des communications sur internet, sur la base de documents fournis par Edward Snowden[8],[9],[10]. À travers le programme Bullrun de la National Security Agency, les trois médias expliquent que les méthodes utilisées par les agences de renseignement anglo-saxonnes incluent notamment des mesures pour s'assurer le contrôle sur l'établissement de normes américaines et internationales de chiffrement (NIST). Trois jours après ces révélations, le NIST recommandait fortement de ne plus utiliser son standard portant sur le Dual Elliptic Curve Deterministic Random Bit Generator (en). Portant le nom de Special Publication 800-90A, le NIST a ainsi repassé ce standard en status « projet », six ans après l'avoir publié officiellement comme norme[11]. Le 20 septembre 2013, RSA Security recommande officiellement de ne pas utiliser ses produits B-SAFE à la suite de l'installation d'une porte dérobée dans le standard Dual_EC_DRBG par la NSA[12],[13].

- Le 20 décembre 2013, l'agence Reuters dévoile l'existence d'un contrat secret liant la NSA et RSA Security à hauteur de 10 millions de dollars afin d'implémenter une porte dérobée pour contourner l'algorithme de chiffrement RSA [14].

- Le 23 décembre 2013, Mikko Hyppönen, chef de la Recherche (Chief Research Officer) chez F-Secure, annule sa conférence au RSA-2014[15],[16]